# Everybody's Golf: World Tour
Everybody's Golf: World Tour (Japan: みんなのGOLF5, Minna no Golf 5, Nordamerika: Hot Shots Golf: Out of Bounds) är ett spel utvecklat till Playstation 3 och utgivet av Sony Computer Entertainment. Spelet släpptes i juni 2007 i Japan och i mars 2008 i Nordamerika och Europa.